# Мегді Леріс
Мегді Леріс (фр. Mehdi Léris, нар. 23 травня 1998, Мон-де-Марсан) — французький футболіст, півзахисник англійського клубу «Сток Сіті» і національної збірної Алжиру.

## Ігрова кар'єра
Народився 23 травня 1998 року в місті Мон-де-Марсан. Починав займатися футболом у структурі місцевого «Стад Монтуа», звідки вже 2013 року був запрошений до системи італійського «К'єво», згодом встиг позайматися і з юнацькою командою «Ювентуса».
У дорослому футболі дебютував 2017 року виступами за головну команду «К'єво», в якій провів два сезони, взявши участь у 27 матчах чемпіонату.
Влітку 2019 року перебрався до «Сампдорії». За два роки був відданий в оренду до друголігової «Брешії», де провів один сезон, після чого перед початком сезону 2022/23 повернувся до генуезької команди.
22 серпня 2023 року приєднався до англійського клубу «Сток Сіті», підписавши угоду на три роки.

## Статистика виступів

### Статистика клубних виступів
Станом на 5 серпня 2022
| Сезон                 | Команда               | Чемпіонат             | Чемпіонат | Чемпіонат | Національний кубок | Національний кубок | Національний кубок | Континентальні кубки | Континентальні кубки | Континентальні кубки | Інші змагання | Інші змагання | Інші змагання | Усього | Усього |
| Сезон                 | Команда               | Ліга                  | Ігор      | Голів     | Ліга               | Ігор               | Голів              | Ліга                 | Ігор                 | Голів                | Ліга          | Ігор          | Голів         | Ігор   | Голів  |
| --------------------- | --------------------- | --------------------- | --------- | --------- | ------------------ | ------------------ | ------------------ | -------------------- | -------------------- | -------------------- | ------------- | ------------- | ------------- | ------ | ------ |
| 2017–18               | «К'єво»               | A                     | 4         | 0         | КІ                 | 0                  | 0                  | -                    | -                    | -                    | -             | -             | -             | 4      | 0      |
| 2018–19               | «К'єво»               | A                     | 23        | 0         | КІ                 | 1                  | 1                  | -                    | -                    | -                    | -             | -             | -             | 24     | 1      |
| Усього за «К'єво»     | Усього за «К'єво»     | Усього за «К'єво»     | 27        | 0         |                    | 1                  | 1                  |                      | -                    | -                    |               | -             | -             | 28     | 1      |
| 2019–20               | «Сампдорія»           | A                     | 15        | 1         | КІ                 | 1                  | 0                  | -                    | -                    | -                    | -             | -             | -             | 16     | 1      |
| 2020–21               | «Сампдорія»           | A                     | 20        | 0         | КІ                 | 2                  | 0                  | -                    | -                    | -                    | -             | -             | -             | 22     | 0      |
| 2021–22               | «Брешія»              | B                     | 33+3      | 2         | КІ                 | 0                  | 0                  | -                    | -                    | -                    | -             | -             | -             | 36     | 2      |
| 2022–23               | «Сампдорія»           | A                     | 0         | 0         | КІ                 | 1                  | 0                  | -                    | -                    | -                    | -             | -             | -             | 1      | 0      |
| Усього за «Сампдорію» | Усього за «Сампдорію» | Усього за «Сампдорію» | 35        | 1         |                    | 4                  | 0                  |                      | -                    | -                    |               | -             | -             | 39     | 1      |
| Усього за кар'єру     | Усього за кар'єру     | Усього за кар'єру     | 95+3      | 3         |                    | 5                  | 1                  |                      | -                    | -                    |               | -             | -             | 103    | 4      |